# Piazza del Gesù Nuovo

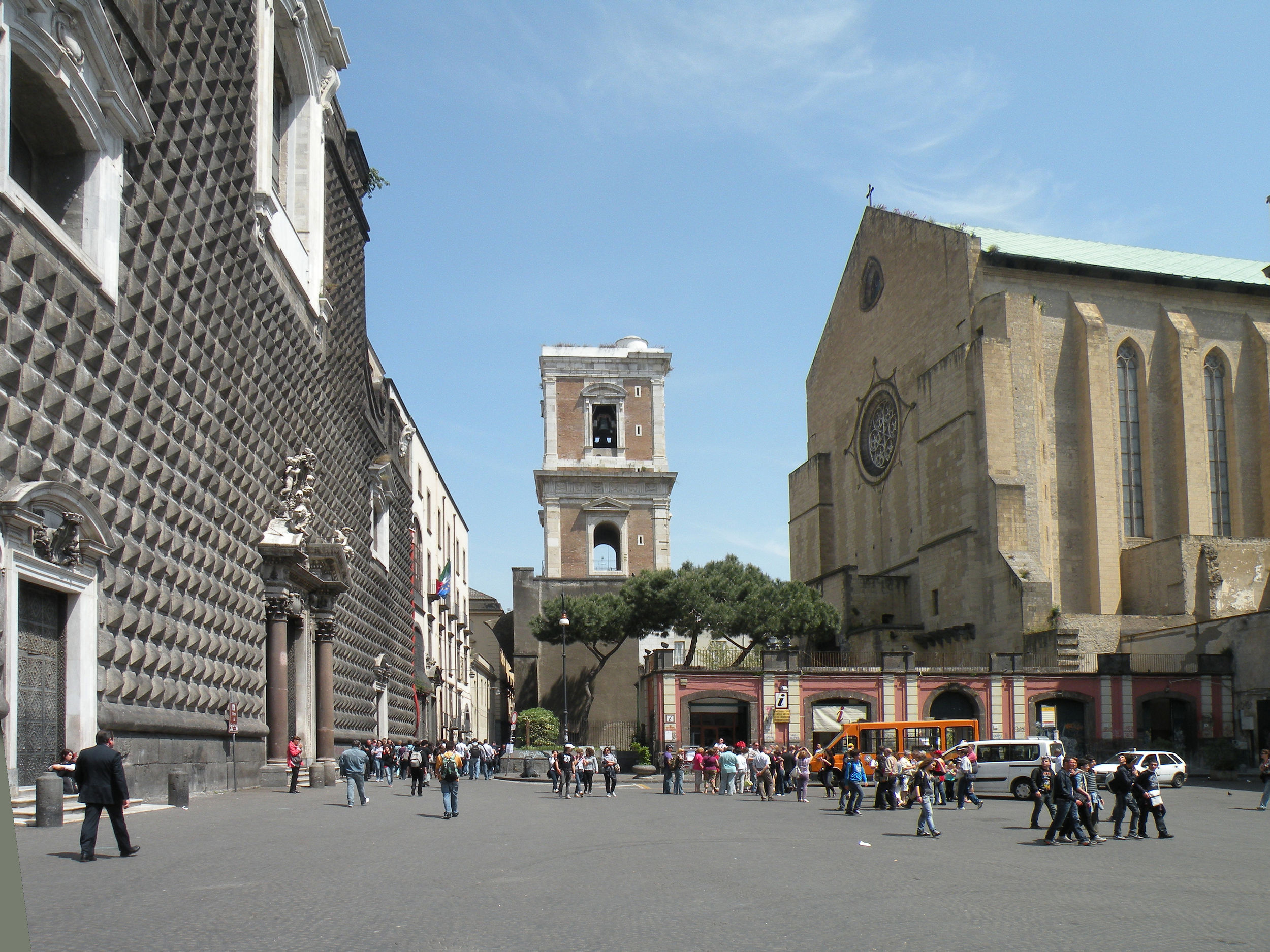
La plaza hacia la Basílica de Santa Clara.

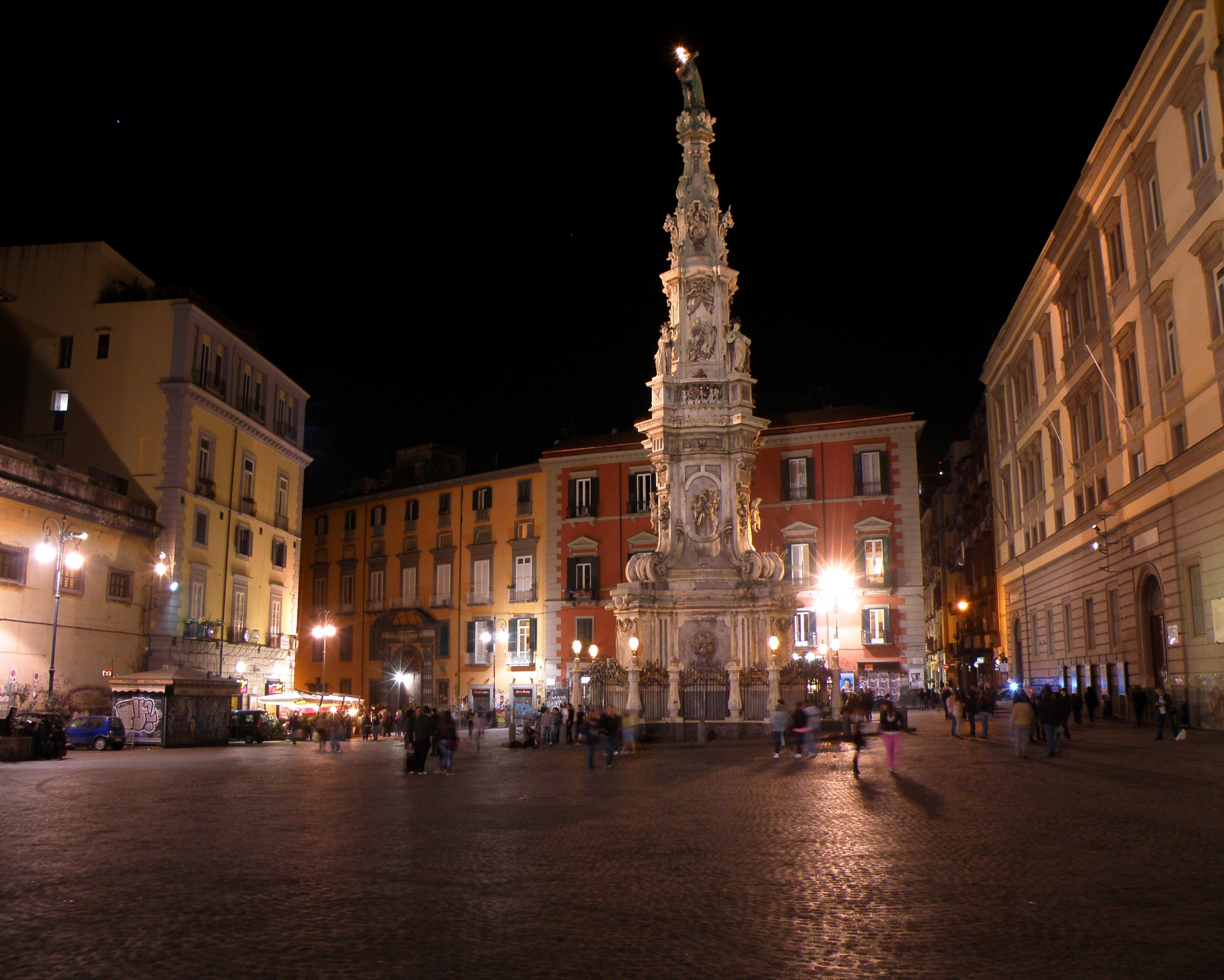
La plaza hacia el Palazzo Pandola. En el centro está el Obelisco de la Inmaculada (vista nocturna).

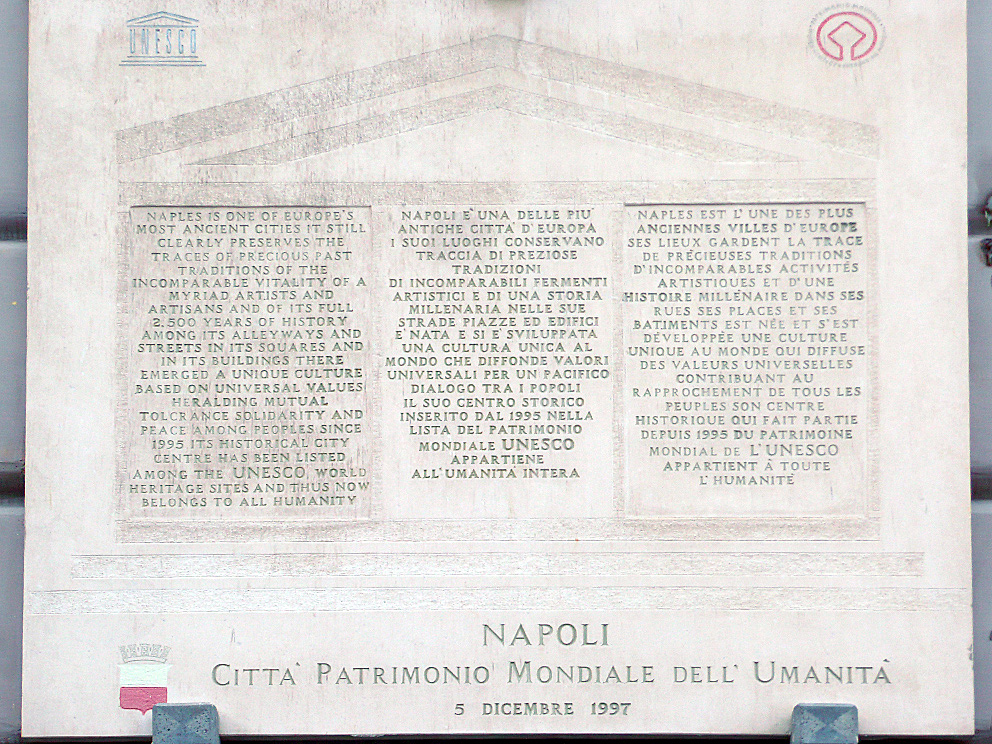
La placa de la UNESCO.

La Piazza del Gesù Nuovo es una de las plazas más importantes del centro histórico de Nápoles. La plaza, que debe su nombre a la homónima iglesia allí presente, está situada en Spaccanapoli y su posición céntrica la coloca a pocos pasos de otros importantes lugares históricos, como la Via Toledo, la Piazza Dante, la Piazza Monteoliveto y la Piazza San Domenico Maggiore.
La plaza no se puede alcanzar mediante ningún medio de transporte, ni público ni privado, ya que constituye una zona totalmente peatonal. Además, en la fachada de la Iglesia del Gesù Nuovo está la placa de la UNESCO con la motivación por la cual el centro histórico de Nápoles fue declarado Patrimonio de la Humanidad:

Se trata de una de las ciudades más antiguas de Europa, cuyo tejido urbano contemporáneo conserva los elementos de su historia rica de acontecimientos. El trazado de sus calles y la riqueza de sus edificios históricos, que caracterizan diferentes épocas, confieren al sitio un valor universal sin igual, que ha ejercido una profunda influencia en gran parte de Europa y fuera de sus fronteras.
UNESCO

La plaza, que contiene algunos de los monumentos más importantes de Nápoles, gira en torno al monumental Obelisco de la Inmaculada, majestuoso obelisco de mármol blanco y bardiglio colocado en el centro de la plaza.
En el lado oeste hay algunos palacios nobiliarios históricos de estilo tardo barroco, como el Palazzo Pandola y el Palazzo Pignatelli di Monteleone. En el lado opuesto a ellos hay un importante complejo de arquitectura medieval, la Iglesia de las Clarisas.
De frente y al lado se elevan dos de las iglesias más importantes de la ciudad: la Iglesia del Gesù Nuovo y la Basílica de Santa Clara. La primera, construida sobre lo que era el Palazzo Sanseverino, tiene en su fachada del siglo XV con almohadillado a punta de diamante en piperno el ejemplo más típico del barroco napolitano. La segunda, que es la iglesia más grande de estilo gótico de la ciudad, alberga el sepulcro oficial de los Borbones, donde reposan los soberanos del Reino de las Dos Sicilias, desde Fernando I hasta Francisco II.
A los lados de la iglesia del Gesù Nuovo, hay otros dos edificios monumentales, actualmente convertidos en escuelas secundarias, el Palazzo delle Congregazioni, convertido en Liceo Genovesi, y la Casa Profesa, actual Liceo Eleonora Pimentel Fonseca.